# Аккад
Аккад (Аккаде чи Аґаде) — історичне місто й область північного Межиріччя.
Аккад спочатку був назвою області та міста поблизу злиття річок Діяла та Тигр у Месопотамії. Значення цього слова невідоме. Після того, як близько 2300 р. до н. е. Аккад став резиденцією династії Саргонів, його територія розширилася і означала північну Вавилонію, від півночі Ніппура до Сіппара. Місто з такою ж назвою вперше згадується в кінці ранньодинастичного періоду, стало столицею імперії в період Саргонів і все ще було заселене у ІІ тис. До середини І тис. культи міста були перенесені в інше місце, а колишня столиця була відомими руїнами. У сучасних дослідженнях місто часто відрізняють від регіону, називаючи його Агаде. Його місцезнаходження не визначено.
Аккадська або Саргонічна імперія, що виникла в цьому регіоні, вважалася в пізнішій месопотамській історичній думці поворотним моментом в історії. Написи її царів вивчалися, навіть підроблялися. Про них складалася література, розкопували місце Агаде, ассирійські та вавилонські правителі стверджували, що є спадкоємцями її спадщини. Чому так сталося, є важливою історичною проблемою, головними доказами якої є пам'ятні написи, адміністративні документи, статуї, рельєфи та циліндричні печатки, а також багата історична пам'ять у шумерській та аккадській літературі та наукових дослідженнях.
Місто Аккад дало назву одній з основних мов Месопотамії. Протягом ІІ тис. аккадцями називали як уродженців Аккаду зокрема, так і неаморейських мешканців Вавилонії загалом. До І тис. Аккад став історичною назвою для всієї Вавилонії, включно з Шумером.

## Розташування

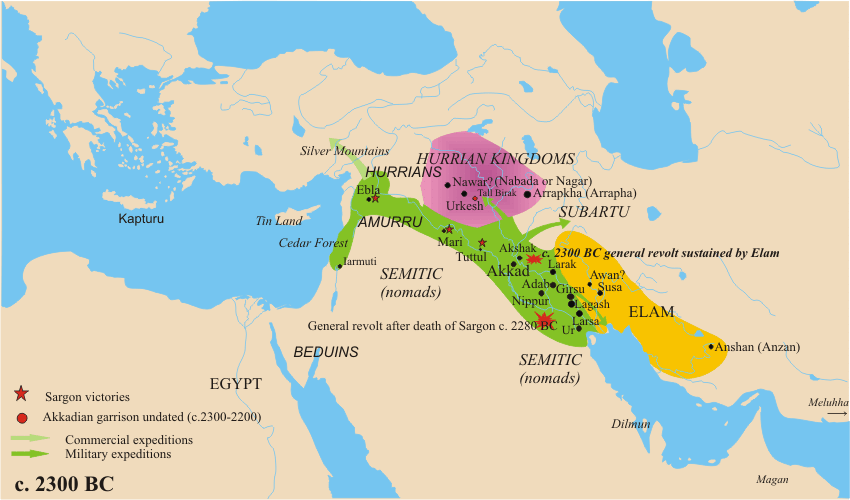
Стародавнє Межиріччя в 2300 до н. е.

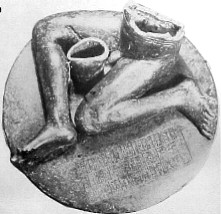
Статуя Бассеткі, знайдена в Курдистані, засвідчує правління Нарамсіна.

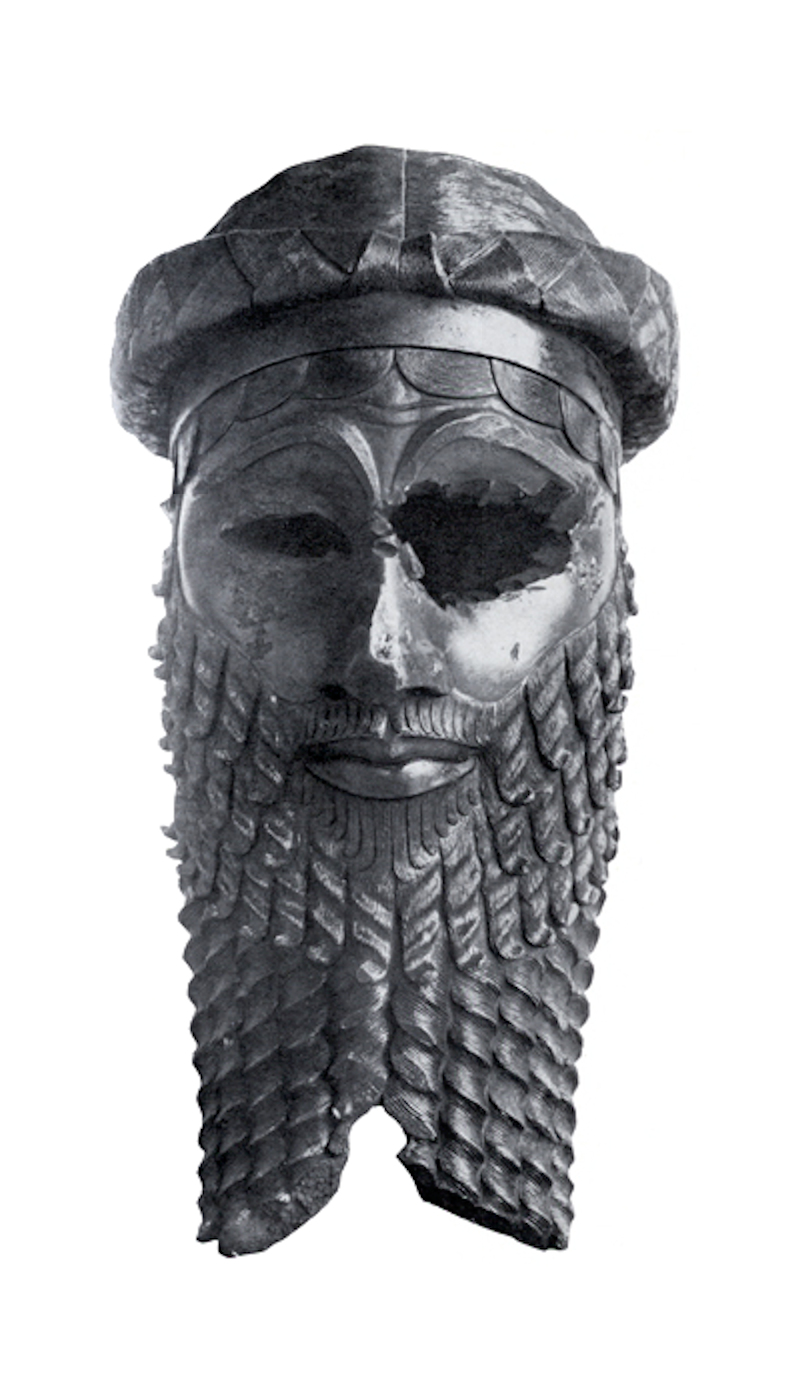
Скульптура аккадського царя, імовірно Саргона

Розташоване на лівому боці річки Євфрат, між Сіппаром та Кішем (в сучасному Іраку, приблизно 50 км на північний захід від центру Багдада, 33,1° N 44,1° E). Точне розташування міста невідоме.

## Історія
Аккад досяг розквіту між 24 та 22 століттями до нашої ери, коли близько 2360 року став столицею величезної держави Саргона Древнього. Пізніше назва перейшла на усю північну частину Південного Межиріччя, на противагу південній частині — Шумеру. Область Аккаду протягнулася від району на північ від Ніппура до Сіппара. Вавилонські царі іменували себе царями Шумеру та Аккаду при цьому малося на увазі не місто, а уся область. Розташований в найвужчій частині Межиріччя Аккад був центром перетину річкових та сухопутних торговельних шляхів, що вели з півночі на південь — з Вірменії до Перської затоки, та зі сходу на захід — з Іранського нагір'я до Середземного моря чи Малої Азії. Завдяки цьому місто контролювало торгівлю великого регіону та постачало сировиною Шумер. Вважається, що це відіграло визначну роль в семітизації шумерського півдня. Близько 2200 року до нашої ери Аккад розгромили гутії. Надалі місто втратило колишнє значення, і головним центром Південного Межиріччя став Вавилон.
Аккадським періодом звичайно називається епоха в історії Межиріччя, що тривала півтора сторіччя, починаючи приблизно з першої згадки про Аккад у середині 24 століття до нашої ери і до розгрому міста гутіями на межі 23 та 22 сторіч. На цей час припадає царювання п'яти царів династії Саргонідів. Деякі дослідники додають ще 40 років до цього періоду, включаючи ще двох царів міста-держави Аккад, існування яких ще не підтверджене археологами. Першим відомим царем цієї країни був Саргон, який заволодів значною частиною Дворіччя після перемоги над царем Урука Лугалзагесі (або Лугал-Заге-Сі) та при'єднання Шумеру (на південь від Аккаду) до своєї держави. Саргон значно поширив межі держави, завоювавши багато з навколишніх областей та створивши імперію, яка простяглася від Середземного моря і Анатолії до узбережжя Перської затоки.
Династія Саргонідів фактично закінчилася царем Шар-Калі-Шарі в 2193 році до н. е. Вважається, що крах Аккаду був результатом як внутрішніх слабостей та повстань, так і іноземного нападу, особливо — згідно із шумерськими текстами — гутіїв, які прийшли з Саргоських гір на кордоні сучасних Ірану та Іраку. Вони підкорили і спустошили весь Шумер. З крахом Аккадського царства міста Шумеру і Аккаду знову стали незалежними містами-державами.
. Безсила династія Саргонідів, як вважається, проіснувала ще близько 40 років, при царях Дуду і Шу-Дурулі, але їхня влада була обмежена столичною областю.é